# 湖北省人民政府驻北京办事处
湖北省人民政府驻北京办事处（简称省驻京办），是中国共产党湖北省委员会、湖北省人民政府驻北京市的派出机构，为正厅级规格，由湖北省人民政府办公厅管理，与中共湖北省委湖北省人民政府驻京群众工作办公室（简称省驻京群工办）实行一个机构两块牌子的工作机制。主要工作职责包括代表湖北省同中央、国家机关与北京市委、市政府联系，省领导在京接待，省政府在京投资等。

## 内设机构
湖北省驻京办、省驻京群工办共设有7个内设机构：
- 办公室（总值班室）
- 应急处
- 联络处
- 接待服务处
- 财务资产管理处
- 重大项目前期工程处
- 人事处（机关党委）

另下辖北京湖北大厦有限责任公司，拥有集写字楼、客房、餐饮、娱乐、购物于一体的四星级酒店北京湖北大厦，内有中餐厅对外开放。

## 现任领导
省驻京办主任、党组书记
省驻京办纪检监察专员、党组成员
- 张鄂萍

省驻京群工办专职副主任、省驻京办党组成员
- 周立亚、何勇、黄丹昱